# Leucodontaceae
Leucodontaceae là một họ rêu trong bộ Hypnales.